# Vedea (rijeka)
Vedea rijeka je u južnoj Rumunjskoj koja teče duž visoravni Cotmeana i ulijeva se u Dunav.  Ukupna joj je duljina 224 km, od čega je 33 km regulirano. Površina sliva iznosi 5.430 km2.
Teče kroz okruge Argeș, Olt i Teleorman. Gradovi Alexandria i Roșiorii de Vede nalaze se u neposrednoj u blizini rijeke.
Ime rijeke je dačkog podrijetla, od indoeuropskog * wed, "voda".

## Naseljena mjesta
Duž toka rijeke Vedea, nalaze se sljedeći gradovi i sela (od izvora do ušća): Făgețelu, Spineni, Tătulești, Optași, Corbu, Nicolae Titulescu, Văleni, Stejaru, Roșiorii de Vede, Vedea, Peretu, Plosca, Mavrodin, Buzescu, Alexandria, Poroschia, Brânceni, Smârdioasa, Cervenia, Conțești, Bragadiru, Bujoru.

## Pritoci
Niže je popis pritoka Vedee (od izvora do ušća):
- Lijevo: Ciorâca, Tișar, Vedița, Cupen, Cotmeana, Tecuci, Burdea, Pârâul Câinelui, Teleorman
- Desno: Plapcea, Dorofei, Bratcov, Bărâcea, Nanov, Izvoarele, Rojiștea

## Vanjske poveznice
|  | Zajednički poslužitelj ima još gradiva o temi Vedea (rijeka) |